# Sado-Yahiko-Yoneyama-Quasi-Nationalpark
Der Sado-Yahiko-Yoneyama-Quasi-Nationalpark (japanisch 佐渡弥彦米山国定公園 Sado Yahiko Yoneyama Kokutei Kōen) ist ein japanischer Quasi-Nationalpark in der Präfektur Niigata. Der am 27. Juli 1950 gegründete Park umfasst 294,64 km². Das Parkgebiet erstreckt sich dabei über mehrere nicht zusammenhängende Gebiete mit der Hauptfläche auf der Insel Sado und weiteren geschützten Flächen auf der Nachbarinsel und an Küstenabschnitten der nahegelegenen japanischen Hauptinsel Honshuu. Mit der IUCN-Kategorie V ist das Parkgebiet als Geschützte Landschaft/Geschütztes Marines Gebiet klassifiziert. Die Präfektur Niigata ist für die Verwaltung des Parks zuständig.